# New Boston CDP (Nuevo Hampshire)
New Boston es un lugar designado por el censo ubicado en el condado de Hillsborough en el estado estadounidense de Nuevo Hampshire. En el Censo de 2020 tenía una población de 326 habitantes y una densidad poblacional de 73,59 habitantes por km². Fue incluido como CDP en el censo de 2020.

## Geografía
New Boston se encuentra ubicado en las coordenadas 42°58′33″N 71°41′35″O / 42.97583, -71.69306.Según la Oficina del Censo de los Estados Unidos,  tiene una superficie total de 1,38 km², de la cual 1,34 km² corresponden a tierra firme y 0,04 km² a agua.